# Carcharhinus amboinensis
Carcharhinus amboinensis (Müller & Henle, 1839) è una specie di squalo del genere Carcharhinus e della famiglia Carcharhinidae.

## Areale
Vivono nell'Atlantico orientale in Nigeria e nell'area Indopacifica occidentale presso il Golfo di Aden, il Sudafrica, il Madagascar, il Pakistan, lo Sri Lanka, l'Indonesia, la Papua Nuova Guinea e l'Australia. Anche nel Mar Mediterraneo sono stati avvistati alcuni esemplari (spesso comunque viene confuso con il Carcharhinus leucas e con il Glyphis gangeticus, anche se esistono dei modi per distinguere le tre specie).

## Habitat
Vivono sino a profondità di circa 150 metri. Questi squali comunque prediligono le acque costiere e poco profonde al di sopra delle piattaforme continentali ed insulari, nei pressi della linea del surf ed a volte anche vicino alle spiagge. Si possono incontrare in presenza di baie poco profonde ed estuari, nonché in mare aperto, ma non sono in grado di risalire i fiumi. Come già accennato prediligono le acque superficiali, ma li troviamo lungo l'intera colonna dell'acqua.

## Aspetto
La lunghezza massima è di circa 280 cm.
Uno squalo massiccio con una testa tozza ed un muso largo e spuntato, piccoli occhi e una grande dente triangolare superiore a forma di sega. La prima pinna dorsale è alta e ben eretta, ed è circa 3.2 volte più grande della seconda dorsale. Tra le due non vi sono creste. Il colore è grigiastro, tranne sul ventre dove è bianco. Le punte delle pinne sono scure.

## Dieta
Si nutrono principalmente di pesci ossei pelagici e di superficie, di piccoli squali e razze, calamari, gamberi, polpi, seppie, aragoste, gastropodi e carcasse di mammiferi marini.

## Riproduzione
La specie è vivipara.

## Interazioni con l'uomo
La specie è potenzialmente pericolosa per l'uomo, anche se per il momento non sono stati registrati episodi di aggressione. La carne viene consumata fresca o essiccata e salata dall'uomo.